# Elezioni generali nella Repubblica Dominicana del 2016
Le elezioni generali nella Repubblica Dominicana del 2016 si tennero il 16 maggio per l'elezione del Presidente e il rinnovo del Congresso (Camera dei deputati e Senato).

## Risultati

### Elezioni presidenziali
| Candidati               | Partiti                                   | Voti      | %     |
| ----------------------- | ----------------------------------------- | --------- | ----- |
| Danilo Medina           | Partito della Liberazione Dominicana      | 2 847 438 | 61,74 |
| Luis Abinader           | Partito Rivoluzionario Moderno            | 1 613 222 | 34,98 |
| Guillermo Moreno García | Alianza País                              | 84 399    | 1,83  |
| Elías Wessin            | Partito Quisqueyano Democratico Cristiano | 20 423    | 0,44  |
| Pelegrín Castillo       | Forza Nazionale Progressista              | 16 283    | 0,35  |
| Minou Tavárez Mirabal   | Alleanza per la Democrazia                | 16 256    | 0,35  |
| Hatuey de Camps         | Partito Rivoluzionario Socialdemocratico  | 8 264     | 0,18  |
| Soraya Aquino           | Partito di Unità Nazionale                | 5 678     | 0,12  |
| Totale                  | Totale                                    | 4 611 963 | 100   |

### Elezioni parlamentari
| Liste                                     | Voti      | %     | Seggi  | Seggi  |
| Liste                                     | Voti      | %     | Camera | Senato |
| ----------------------------------------- | --------- | ----- | ------ | ------ |
| Partito della Liberazione Dominicana      | 1.794.325 | 41,79 | 106    | 26     |
| Partito Rivoluzionario Dominicano         | 336.201   | 7,83  | 16     | 1      |
| Movimento Democratico Alternativo         | 91.222    | 2,12  | 1      | -      |
| Blocco Istituzionale Socialdemocratico    | 90.516    | 2,11  | -      | 1      |
| Partito Civico Rinnovatore                | 48.689    | 1,13  | -      | -      |
| Partito Liberale Riformista               | 30.503    | 0,71  | 3      | 1      |
| Partito Socialista Verde                  | 24.823    | 0,58  | -      | -      |
| Partito dei Lavoratori Dominicani         | 21.457    | 0,50  | -      | -      |
| Partito Democratico Istituzionale         | 20.845    | 0,49  | -      | -      |
| Partito Popolare Cristiano                | 19.374    | 0,45  | -      | -      |
| Partito d'Azione Liberale                 | 16.562    | 0,39  | -      | -      |
| Partito Democratico Popolare              | 11.988    | 0,28  | -      | -      |
| Partito Nazionale Volontà Cittadina       | 10.507    | 0,24  | -      | -      |
| Partito Rivoluzionario Indipendente       | 10.262    | 0,24  | -      | -      |
| Totale                                    |           |       |        |        |
| Partito Rivoluzionario Moderno            | 877.101   | 20,43 | 42     | 2      |
| Partito Riformista Social Cristiano       | 393.125   | 9,16  | 18     | 1      |
| Partito Umanista Dominicano               | 55.531    | 1,29  | -      | -      |
| Fronte Ampio                              | 45.310    | 1,06  | 1      | -      |
| Dominicani per il Cambiamento             | 38.030    | 0,89  | -      | -      |
| Totale                                    |           |       |        |        |
| Partito di Unità Nazionale                | 135.866   | 3,16  | -      | -      |
| Alianza País                              | 63.073    | 1,47  | 1      | -      |
| Partito Quisqueyano Democratico Cristiano | 57.786    | 1,35  | 1      | -      |
| Partito Rivoluzionario Socialdemocratico  | 20.323    | 0,47  | -      | -      |
| Alleanza per la Democrazia                | 18.277    | 0,43  | -      | -      |
| Totale                                    |           |       |        |        |
| Forza Nazionale Progressista              | 37.197    | 0,87  | -      | -      |
| Unione Democratica Cristiana              | 23.765    | 0,55  | -      | -      |
| Movimento Gioventù Presente               | 571       | 0,01  | -      | -      |
| Totale                                    | 4.293.229 |       | 190    | 32     |